# Aeroportul Sepulot
Aeroportul Sepulot (IATA: SPE, ICAO: WBKO) este un aeroport din Sabah, Malaysia.
aeroportul dispune de o singură pistă.